# Böllen
Böllen – miejscowość i gmina w Niemczech, w kraju związkowym Badenia-Wirtembergia, w rejencji Fryburg, w regionie Hochrhein-Bodensee, w powiecie Lörrach, wchodzi w skład związku gmin Schönau im Schwarzwald. Leży w Schwarzwaldzie, u podnóża Belchen.
Böllen jest najmniejszą gminą Badenii-Wirtembergii pod względem powierzchni jak i ludności. Graniczy z miastem Schönau im Schwarzwald i gminami: Schönenberg, Fröhnd i Kleines Wiesental.
W miejscowości działa klub w przeciąganiu liny, który w 2002 zdobył wicemistrzostwo kraju.